# Evzoni
Evzoni (grčki: Εύζωνες), naziv je nekoliko povijesnih elitnih jedinica lakog pješaštva i planinskih jedinica Grčke vojske. Danas se taj naziv odnosi na Proedriki Froura (grč. Προεδρική Φρουρά : Predsjednička garda), elitnu ceremonijalnu vojnu postrojbu koja drži stražu na Grobu neznana vojnika (Άγνωστος Στρατιώτης), ispred Helenskog parlamenta i Predsjedničke palače. Evzoni su također poznanti pod kolokvijalnim nazivom Tsoliades (grčki: Τσολιάδες). Postrojba je osnovana 12. prosinca 1868. za izvršenje borbenih, a istovremeno i ceremonijalnih zadaća. Postupno je njezina uloga postala samo ceremonijalna, te je tako i mijenala svoje ime: Dvorska garda, Zastavna garda, Garda Grobnice neznanog vojnika, Kraljevska garda (Βασιλική Φρουρά), te od 1974., nakon ukinuća monarhije i restauracije demokracije, Predsjednička garda.
Ova postrojba prepoznatljiva je po svojim jedinstvenim tradicionalnim odorama, koje su su nastale iz opreme kakvu su nosili klefti, gorštaci koji su se u ratu za neovisnost borili protiv Turaka. Najprepoznatljiviji dio odore su fustanela (Φουστανέλα), muška mini-suknjica koja je tradicionalni dio muške narodne nošnje kod nekih balkanskih naroda (Grka, Albanaca, Makedonaca, Bugara), te tsarouhi, vrsta klompi s cofom. 
Naziv Evzoni prvi put se spominje u Homerovim djelima, i dolazi od "ευ"+"ζώνες", što bi značilo "dobro opasan" čovjek, u smislu dobro (lako) naoružan.

## Dužnosti
Vojna postrojba Evzona zadužena je za obavljanje ceremonijalnih dužnosti, kao što su:
- držanje 24-satne straže na Grobu neznanog vojnika, ispred Predsjedničke palače te ulaza u vojarnu Predsjedničke garde
- podizanje i spuštanje zastave (u 9 i 18 sati) svake nedjelje na Akropoli
- držanje počasne straže Predsjedniku Helenske Republike te odavanje počasti stranim visokim dužnosnicima (šefovima država i vlada) prilikom državnih i službenih posjeta
- držanje počasne straže stranim veleposlanicima prilikom predaje vjerodajnica Predsjedniku Republike
- godišnja parada na njujorškoj Petoj Aveniji prilikom proslave Grčkog nacionalnog dana 25. ožujka
- pratnja Svete vatre svakog Uskrsa iz Jeruzalema u Atenu

Proedriki Froura smješteni su u vojarni George Tzavellas, u blizini Predsjedničke palače.

## Odore
Odore Evzona su u potpunosti ručno izrađene. Postoje dvije vrste odora: časničke te odore vojnika, a svaka ima ljetnu i zimsku inačicu. 

## Vanjske poveznice
- Predsjednička garda